# 1964年東京オリンピックのインド選手団
1964年東京オリンピックのインド選手団（1964ねんとうきょうオリンピックのインドせんしゅだん）は、1964年10月10日から10月24日にかけて日本の首都東京で開催された1964年東京オリンピックのインド選手団、およびその競技結果。

## 概要
今大会は金メダル1個を獲得した。

## メダル
| メダル | 選手名 | 競技     | 種目 |
| ------ | ------ | -------- | ---- |
| 金     | [[]]   | ホッケー | 男子 |